# Mont Hoffmann
Pour les articles homonymes, voir Hoffmann.
Le mont Hoffmann (en anglais : Mount Hoffmann) est un sommet de la Sierra Nevada, aux États-Unis. Il culmine à 3 307 mètres d'altitude dans le comté de Mariposa, en Californie, au sein de la Yosemite Wilderness, dans le parc national de Yosemite.
Dans Un été dans la Sierra, paru en 1911, John Muir indique avoir randonné jusqu'au sommet du « mont Hoffman » le 26 juillet 1869.